# ريبيكا سوندرز
ريبيكا سوندرز (بالإنجليزية: Rebecca Saunders)‏ هي ملحنة وموسيقية بريطانية، ولدت في 19 ديسمبر 1967 في لندن الكبرى في المملكة المتحدة.

## وصلات خارجية
- الموقع الرسمي
- ريبيكا سوندرز على موقع مونزينجر (الألمانية)
- ريبيكا سوندرز على موقع ميوزك برينز (الإنجليزية)
- ريبيكا سوندرز على موقع أول ميوزيك (الإنجليزية)
- ريبيكا سوندرز على موقع ديسكوغز (الإنجليزية)